# 54 v.Chr.

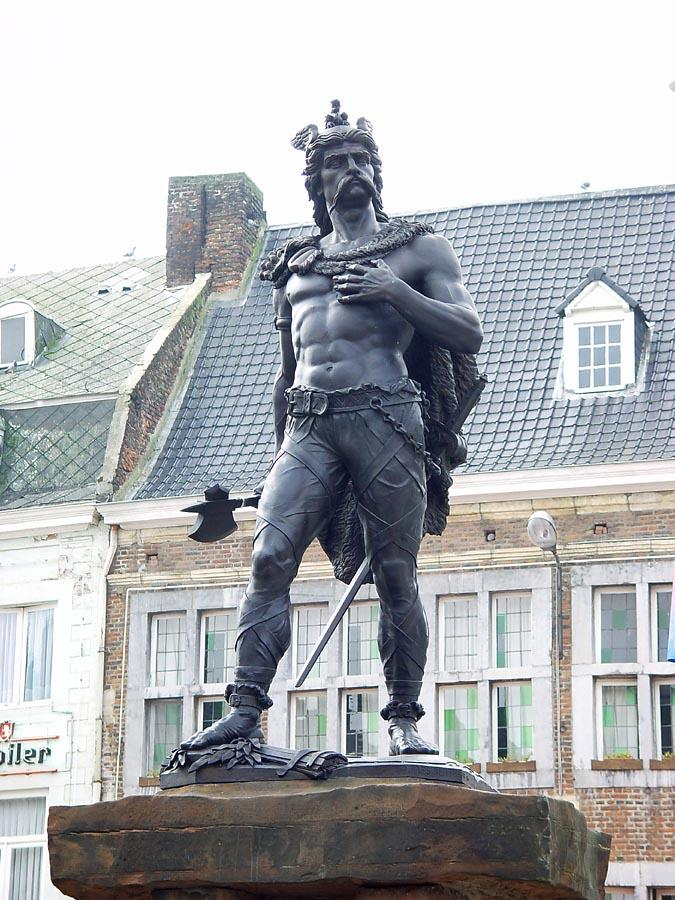
Standbeeld van Ambiorix (Tongeren)

Het jaar 54 v.Chr. is een jaartal in de 1e eeuw v.Chr. volgens de christelijke jaartelling.

## Gebeurtenissen

### Italië
- In Rome worden Appius Claudius Pulcher en Lucius Domitius Ahenobarbus, door de Senaat gekozen tot consul van het Imperium Romanum.
- Marcus Junius Brutus trouwt met Claudia Pulchra, een dochter van Claudius Pulcher en wordt benoemd tot het ambt van quaestor in Cilicië.
- Julia Caesaris, de dochter van Julius Caesar overlijdt in haar kraambed. De Senaat laat haar urn plaatsen op het Campus Martius (Marsveld).
- Het Eerste triumviraat: het Driemanschap tussen Julius Caesar, Pompeius en Licinius Crassus staat onder politieke druk.
- De 15-jarige Octavia Thurina, een zus van Gaius Octavianus, wordt uitgehuwelijkt aan Gaius Claudius Marcellus.

### Europa
- Juli - Julius Caesar begint aan zijn tweede expeditie naar Britannia, hij vertrekt vanuit Portus Itius met een Romeinse vloot (± 800 schepen) en een Romeins expeditieleger (5 legioenen).
- Caesar landt in de brede Pegwell Bay en laat er een fort bouwen. Hij marcheert landinwaarts tot aan de rivier de Stour. De Kelten, onder leiding van koning Cassivelaun, proberen de Romeinen tegen te houden.
- Het Romeinse leger steekt de Theems over en verovert Londinium. Caesar voert vredesonderhandelingen met Cassivelaun en eist een financiële schatplicht aan Rome.

### Gallië
- Germaanse stammen Eburones (Brabant) en Menapii sluiten een bondgenootschap.
- Eburonen onder leiding van Ambiorix en Catuvolcus komen in opstand en vallen het Romeinse legerkamp bij Atuatuca (huidige Tongeren) aan. Atuatuci, Nervii onder Boduognatus en Menapii steunen de opstand.
- Vijftien Romeinse cohorten (7500 man) door Ambiorix uit legerplaats Atuatuca gelokt en gedood.
- Caesar versterkt bezetting in gebied Eburones van Ambiorix langs de Maas. Vijf cohorten onder Quintus Titurius Sabinus en Lucius Aurunculeius Cotta gaan in winterkwartier Atuatuca.
- Winter - In een keteldal wordt het Romeinse legioen (Legio XIV) onder bevel van Cotta door de Eburonen vernietigd.
- Ambiorix belegert met een coalitie van 60.000 man het winterkwartier van Quintus Tullius Cicero in Nervii-gebied.
- Julius Caesar, teruggekeerd uit Brittannië, verslaat de Nervii, Treveri en Eburones onder Ambiorix tijdens de belegering. Hij achtervolgt de Kelten en Germanen tot in het Ardennenwoud. Catuvolcus pleegt zelfmoord en Ambiorix vlucht over de Rijn.

### Parthië
- Marcus Licinius Crassus arriveert met een Romeins expeditieleger (zes legioenen) in Syria en wordt benoemd tot proconsul.
- Mithridates III vlucht naar Babylon, het Parthische leger onder generaal Surenas belegert de vestingstad. Mithridates geeft zich over en wordt op bevel van Orodes II geëxecuteerd.

## Geboren
- Albius Tibullus (~54 v.Chr. - ~19 v.Chr.), Romeins elegisch dichter
- Mariamne (~54 v.Chr. - ~29 v.Chr.), Hasmonese prinses en echtgenote van Herodes de Grote
- Seneca de Oudere, Romeins ridder en schrijver (overleden 39)

## Overleden
- Aurelia Cotta (~120 v.Chr. - ~54 v.Chr.), moeder van Julius Caesar (66)
- Gaius Valerius Catullus (~84 v.Chr. - ~54 v.Chr.), Latijns lyrische dichter (30)
- Julia Caesaris (~82 v.Chr. - ~54 v.Chr.), dochter van Julius Caesar (28)
- Mithridates III, koning van Parthië